# Guerra das Reuniões
A Guerra das Reuniões (1683–1684) foi um conflito entre o Reino da França, a Espanha dos Habsburgos e o Sacro Império Romano-Germânico, com envolvimento limitado de Gênova. Pode ser vista como uma continuação da Guerra de Devolução (1667–1668) e da Guerra Franco-Holandesa (1672-1678), que foram motivadas pela determinação de Luís XIV de estabelecer fronteiras defensáveis ao longo das fronteiras norte e leste da França.
Apesar da paz estabelecida pelo Tratado de Nijmegen de 1678, Luís manteve um grande exército, uma ação extremamente incomum no período. Em 1681, suas tropas tomaram Estrasburgo e em 1682 ocuparam o Principado de Orange, então possessão de Guilherme de Orange. Quando as hostilidades começaram em 1683, o apoio francês aos otomanos na guerra com a Áustria permitiu que Luís capturasse Luxemburgo e consolidasse sua posição na Alsácia.
A Trégua de Ratisbona que pôs fim ao conflito marcou o ponto alto dos ganhos territoriais franceses sob o governo de Luís XIV.  Posteriormente, seus oponentes reconheceriam a necessidade de unidade para resistir a uma maior expansão, levando à criação em 1688 da Grande Aliança, uma coalizão antifrancesa que lutou na Guerra dos Nove Anos e na Guerra da Sucessão Espanhola.

## Antecedentes
Nos termos dos tratados de Vestfália em 1648, de Aix-la-Chapelle em 1668 e de Nijmegen em 1678, a França adquiriu territórios na Renânia e ao longo da sua fronteira norte com os Países Baixos Espanhóis.  Quando uma cidade mudava de mãos, normalmente incluía o interior econômico ao seu redor, mas os tratados muitas vezes não conseguiam definir os limites dessas regiões dependentes. Embora disposto a negociar aquelas dentro dos Países Baixos Espanhóis em uma base bilateral, Luís considerava as aquisições na Alsácia e na Lorena essenciais para proteger suas fronteiras. Para essas áreas, ele criou as "Câmaras da Reunião" para determinar se a França havia recebido todo o território devido; como os nomeados para as Câmaras eram advogados franceses, o resultado normal era exigir concessões adicionais, mas como geralmente consistiam em pequenas cidades e vilas, elas não tiveram oposição. 

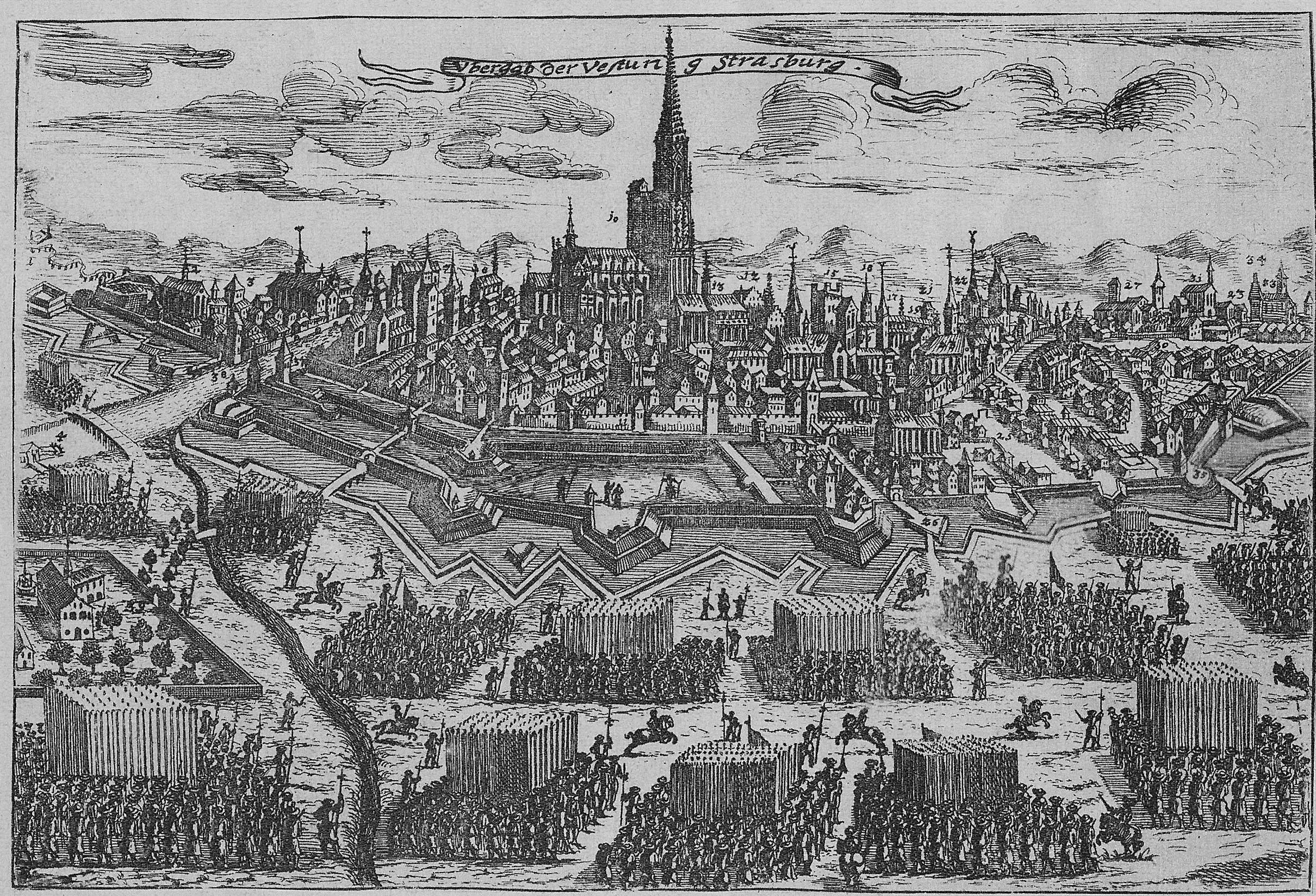
Captura de Estrasburgo.

As exceções foram Estrasburgo e Luxemburgo, ambas permanecendo parte do Sacro Império Romano-Germânico. Embora a França controlasse grande parte da área circundante, a ponte sobre o Reno em Estrasburgo foi usada pelas tropas imperiais para invadir a Alsácia em três ocasiões durante a Guerra Franco-Holandesa.  Da mesma forma, Luxemburgo dominou as regiões anexadas dos Países Baixos espanhóis. Luís acreditava que somente a posse desses dois poderia garantir a segurança de seus territórios recém-adquiridos. As tropas imperiais não puderam responder, pois estavam envolvidas na Grande Guerra Turca, a maior ofensiva dos otomanos contra a fronteira oriental do Império. 
Estrasburgo foi ocupada em 30 de setembro de 1681 e tornou-se oficialmente parte da França, embora tenha mantido um certo grau de autonomia econômica e política até 1726.  O marechal Boufflers sitiou simultaneamente Luxemburgo, mas Luís decidiu que seria imprudente da sua parte atacar outro reino cristão enquanto este estava sob ataque dos turcos e, em março de 1682, Boufflers retirou as suas tropas.  No entanto, em 12 de setembro de 1683, um exército combinado imperial, alemão e polonês derrotou os otomanos na Batalha de Viena e os forçou a recuar. 

## O conflito

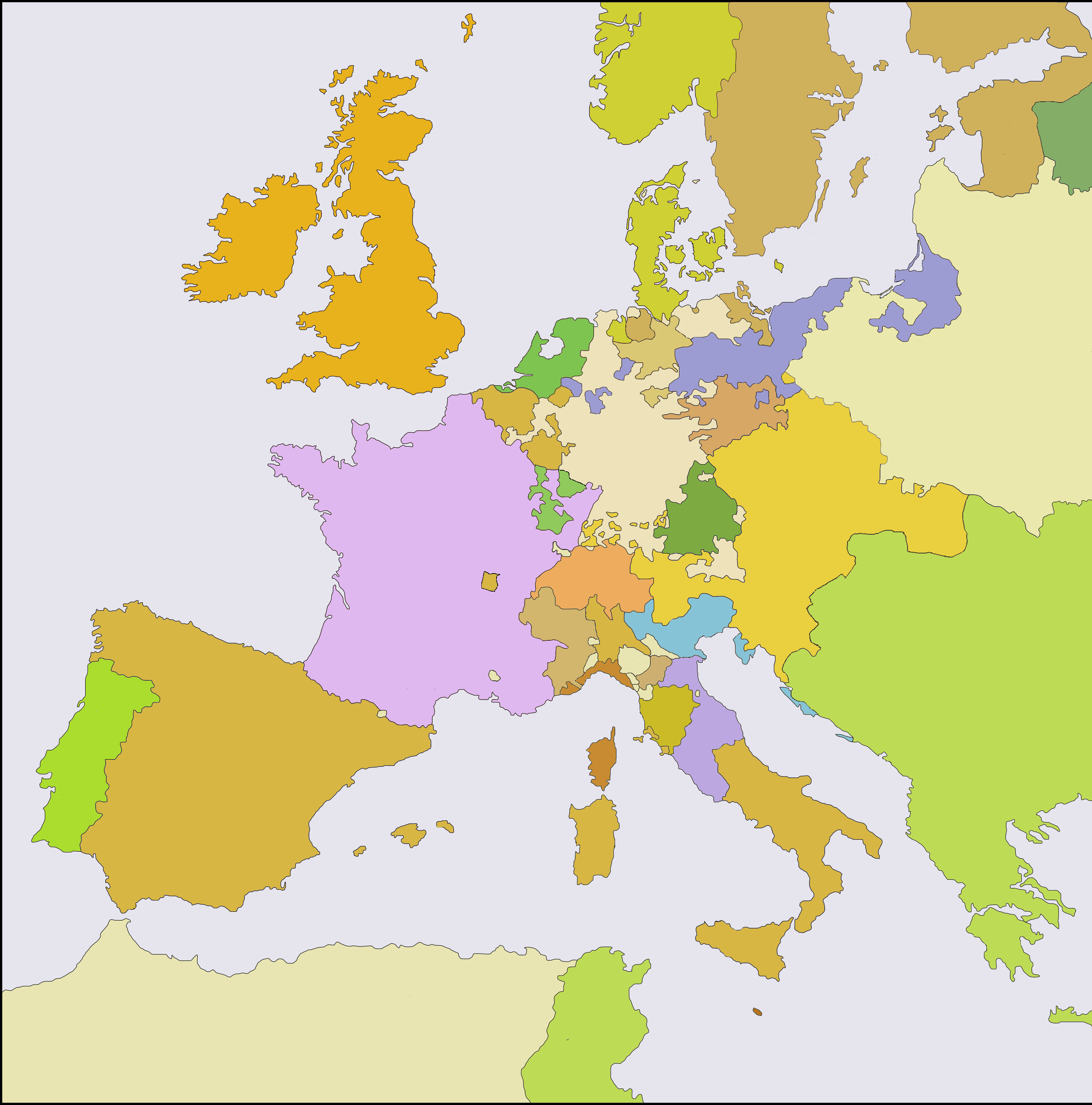
Mapa da Europa Ocidental e Central no início de 1682

Depois de deter o avanço otomano em Viena, os Habsburgos puderam voltar suas atenções para o oeste. A Espanha declarou guerra à França em 26 de outubro de 1683 e na noite de 3 para 4 de novembro, um exército sob o comando do Duque de Humières entrou nos Países Baixos espanhóis e cercou Courtrai. Após a rendição em 6 de novembro, ele avançou sobre Diksmuide, que se rendeu sem luta no dia 10.  Entre 22 e 26 de dezembro, uma segunda força sob o comando do marechal François de Créquy bombardeou Luxemburgo com 3.000 a 4.000 morteiros, mas com o inverno se aproximando e a cidade se recusando a ceder, ele se retirou. 
Luís renovou o cerco de Luxemburgo em abril de 1684, auxiliado por seu especialista técnico em guerra de cerco, Sébastien le Prestre de Vauban. Os seus 2.500 defensores renderam-se a 3 de Junho, embora os combates tenham continuado noutros locais até à Trégua de Ratisbona, a 15 de agosto de 1684.  A França manteve o território tomado durante a guerra, incluindo Estrasburgo e Luxemburgo, e as ações subsequentes visavam tornar a trégua permanente. 
Apesar do seu âmbito e duração limitados, a guerra é recordada como sendo especialmente sangrenta, uma vez que Luís XIV empregou deliberadamente a violência como política de Estado, com o objectivo de pressionar os oficiais inimigos a renderem-se.  Louvois ordenou que Montal queimasse 20 aldeias perto de Charleroi porque os espanhóis já tinham destruído dois celeiros nos arredores de duas aldeias francesas e insistiu que nenhuma casa deveria permanecer de pé. 
Um conflito separado, mas relacionado, ocorreu na República de Gênova, cujos banqueiros e casas financeiras, como as famílias Centurioni, Palavicini e Vivaldi, tinham relações de longa data com a Espanha,  e emprestavam dinheiro ao seu governo desde o século XVI.  Durante a guerra recente, eles permitiram que os espanhóis recrutassem mercenários do território genovês e usassem seu porto para construir algumas galeras para a marinha espanhola.  Como punição, em 5 de maio, uma frota francesa comandada pelo almirante Abraham Duquesne deixou a base naval mediterrânea de Toulon e iniciou um bombardeio de Gênova em 17 de maio de 1684, que durou os 12 dias seguintes, além de uma curta trégua para negociações.  Quando terminou, em 28 de Maio, dois terços da cidade tinham sido destruídos. 

## Tratado de paz
Embora Luís tenha se recusado a enviar ajuda ao Império e até mesmo enviado emissários secretos para encorajar os otomanos, relatos contemporâneos indicam que seria indecoroso da parte dele continuar lutando contra o Império em sua fronteira ocidental. Assim, Luís concordou com a Trégua de Ratisbona, garantindo 20 anos de paz entre a França e o Império, e pediu ao seu primo, Carlos II da Inglaterra, que arbitrasse as disputadas reivindicações de fronteira. 

## Consequências
A guerra, assim como suas predecessoras continentais imediatas, não conseguiu resolver o conflito latente entre a dinastia francesa Bourbon e os ramos espanhol e austríaco da dinastia de Habsburgo. O breve, mas brutal conflito foi um dos precursores da mais longa Guerra dos Nove Anos. 